# Alicia macrodisca
Alicia macrodisca là một loài thực vật có hoa trong họ Malpighiaceae. Loài này được (Triana & Planch) Griseb. mô tả khoa học đầu tiên năm 2006.